# Comarca de Tierra de Mellid
La comarca de Tierra de Mellid (en gallego y oficialmente, Terra de Melide) es una comarca situada en el noroeste de España, en la provincia de La Coruña (Galicia). Limita, al norte, con la comarca de Betanzos; al este, con la provincia de Lugo; al sur, con la provincia de Pontevedra; y al oeste, con la comarca de Arzúa.

## Municipios
Está formada por los siguientes municipios:
- Mellid
- Santiso
- Sobrado
- Toques